# José Carioca
José Carioca è un personaggio dei fumetti e dei cartoni animati della Walt Disney.

## Descrizione
È un pappagallo antropomorfo di Rio de Janeiro, in Brasile e più precisamente nel quartiere fittizio di Villammacata (Vila Xurupita, in portoghese). José venne creato nel 1942 come amico di Paperino nel lungometraggio Saludos amigos, seguito poi da I tre caballeros, nel quale compare anche il loro amico Panchito Pistoles. Nei film lo si vede spesso fumare il sigaro, caratteristica perlopiù assente nei fumetti.
In Brasile è piuttosto popolare: è conosciuto come Zé Carioca ("Zé" è un diminutivo per il nome "José") ed ha i suoi fumetti personali dove è protagonista. La sua fama è pari a quella che ha Paperino.
Solitamente le storie con José come protagonista sono ambientate nel Monte del Pappagallo (Morro do Papagaio, in portoghese) alla periferia di Rio, dove vive con gli amici Nestor e Pedro (rispettivamente un avvoltoio e un cane), perdigiorno simili a lui. José passa il suo tempo camuffandosi e assumendo false identità per abbordare belle ragazze (le quali lo smascherano sempre lasciandolo con il cuore spezzato) o per ottenere pranzi gratis in costosi ristoranti. Questa abitudine lo fa cacciare sempre nei guai. Altro suo grave problema sono i debiti che contrae un po' dappertutto, obbligandolo a ideare sempre nuovi e fantasiosi modi per sfuggire agli esattori.
In alcune storie veste i panni di Bat Carioca (Morcego Verde), un supereroe maldestro e pasticcione usato dai cartoonist "New-Age" della scuola brasiliana.

## Origini del personaggio
Durante la seconda guerra mondiale, lo Studio Disney ricevette dall'Ufficio del Coordinatore degli affari inter-americani la richiesta di produrre dei film ambientati nel Centro e Sud America in modo da rafforzare i legami culturali e diplomatici con l'America Latina sfruttando la popolarità dei personaggi Disney. Durante un viaggio in Brasile nell'agosto-settembre 1941, gli artisti dello Studio Disney ebbero l'occasione di conoscere J. Carlos, un disegnatore brasiliano che realizzò in loro presenza degli schizzi di un pappagallo antropomorfo che li colpì particolarmente, fornendo lo spunto per la creazione di José Carioca. Il personaggio esordì nei cinema brasiliani il 24 agosto 1942 in Saludos amigos, film che però debuttò nei cinema statunitensi solo il 6 febbraio 1943. I lettori statunitensi ebbero però già modo di conoscere il personaggio, che a partire dall'11 novembre 1942 era diventato il protagonista delle tavole domenicali delle Silly Symphonies, in modo da promuovere il film.

## Fumetti

### Stati Uniti
L'11 novembre 1942 José Carioca debutta nei fumetti diventando il protagonista delle tavole domenicali delle "Silly Symphonies" fino alla tavola domenicale del 1º ottobre 1944. In queste prime storie, prodotte negli Stati Uniti e disegnate dapprima da Bob Grant e poi da Paul Murry su testi di Hubie Karp, José vive in una baraccopoli, situata nei pressi di una discarica, alla periferia di Rio e passa il suo tempo camuffandosi e assumendo false identità per abbordare belle ragazze o per ottenere pranzi gratis in lussuosi ristoranti. In queste tavole domenicali, vengono introdotti inoltre diversi personaggi comprimari che verranno poi ripresi dagli autori brasiliani, come l'amico Nestore, la fidanzata storica Rosina (Maria Vaz nell'originale, Rosinha nelle storie brasiliane) e il padre di quest'ultima (Rocha Vaz). Inizialmente Rosina è fidanzata con Luis Carlos, il quale verrà sfidato a duello dallo stesso José (che però se ne pentirà e tenterà di accampare ogni pretesto per evitare il duello). In queste vicende, tuttavia, José corteggerà anche altre ragazze, come la sedicente cantante lirica Rae Mefaa (che poi si scoprirà essere in realtà una ballerina di cabaret peraltro già fidanzata con un nerboruto energumeno), e la benestante Gloria Del Orta, figlia del signor Del Orta (rivale in affari del padre di Rosina), ma a lungo andare tale comportamento si rivelerà controproducente: quando Gloria e Rosina scopriranno il doppio gioco in amore di José, lo lasceranno entrambe. Nella storia successiva viene introdotto il pistolero messicano Panchito come rivale in amore di José: i due si sfideranno in una corsa con i cavalli con in palio il diritto di convolare a nozze con Mimi, figlia di un uomo d'affari, la quale tuttavia non sposerà nessuno dei due. Dopo alcune ulteriori tavole autoconclusive José scompare dalle tavole domenicali delle "Silly Symphonies" lasciando il posto alle avventure autoconclusive dell'altro caballero Panchito.
Nel frattempo, tra il dicembre 1942 e il dicembre 1944, José compare anche in tre brevi storie prodotte per il comic book statunitense Walt Disney's Comics and Stories, in una delle quali (The three caballeros) lui e Panchito fanno visita a Paperino mettendolo nei guai con le forze dell'ordine. Nel 1945 viene pubblicato l'adattamento a fumetti del lungometraggio I tre caballeros, in seguito al quale il personaggio scompare dalle storie prodotte dalla Western Publishing ricomparendo solo in Christmas Around The World (1959).

### Italia, Argentina e Regno Unito
Per quanto riguarda le prime storie prodotte al di fuori dagli Stati Uniti, nel 1949 José Carioca compare brevemente insieme a Panchito nella storia italiana L'inferno di Topolino, mentre nel 1950 il disegnatore Luis Destuet realizza per il mercato argentino la storia Paperino piantatore in cui José Carioca svolge un ruolo importante. Già nel 1948 il personaggio era ricomparso in alcune tavole a fumetti e illustrazioni pubblicate sul settimanale britannico Mickey Mouse Weekly. Gli autori italiani usarono molto raramente il personaggio, ad esempio in parodie (come Paperino e l'oro di Reno ovvero L'anello dei nani lunghi del 1958 e Paperino in: "La storia (in)finita" del 1991) o in storie in cui veniva ricostituito il gruppo dei "tre caballeros" (I tre caballeros e la guerra dei juke-boxes del 1963). Nella storia Paperon De' Paperoni e la "mossa-mossa" (1963) Paperino non riconosce José comportandosi come se non lo avesse mai incontrato prima.

### Brasile
Nel 1955 vennero pubblicate le prime storie del personaggio di produzione brasiliana, disegnate da Luis Destuet. Nel 1959 iniziò invece la pubblicazione di nuove storie brasiliane di José, inizialmente disegnate da Jorge Kato. Molte delle storie brasiliane del personaggio pubblicate tra il 1962 e il 1965, in origine, erano storie statunitensi di Paperino o Topolino che, per la pubblicazione in Brasile, furono parzialmente ridisegnate in modo da trasformarle in storie di José (tra le storie ridisegnate vi erano alcune tenpagers di Barks). In breve tempo il Brasile divenne il principale produttore di storie con José protagonista, spesso dal tono demenziale. A partire dagli anni ottanta diverse di queste storie arrivarono in Italia, pubblicate principalmente sulla testata Almanacco Topolino (successivamente conosciuta rispettivamente come Mega Almanacco, Mega 2000, Mega 3000 e poi solamente Mega). La pubblicazione della testata dedicata a José chiuse poi nel 2018
Gli autori brasiliani ripresero dalle tavole domenicali statunitensi del periodo 1942-1944 la caratterizzazione del personaggio come "dongiovanni" scroccone e fanfarone nonché diversi personaggi (ad esempio Nestore e Joao, Rosina e suo padre), ma introdussero anche delle novità, come l'ambientazione dell'immaginario sobborgo di Rio Villammacata (Villa Xurupita). Il character design dei personaggi vecchi fu modificato, anche nel vestiario (elemento che continuerà ad essere modificato anche nei decenni successivi, portando negli anni '90 José a indossare t-shirt e cappellino da baseball), e furono introdotti anche dei personaggi nuovi: l'amico Pietrone (Pietrao), il papero Alfonsino, i nipotini Zico e Zeca, il rivale in amore Oreste (un gallo antropomorfo, in originale Zé Gallo). Fu introdotta anche l'associazione nazionale degli esattori di José Carioca (A.NA.CO.ZE.CA., acronimo per Associacao Nacional dos Cobradores do Zè Carioca), al soldo del padre di Rosina.
Fra gli anni '80 e '90, gli autori fecero vestire  Josè i panni di Bat Carioca (Morcego Verde), un supereroe maldestro e pasticcione creato da Ivan Saidenberg il 7 marzo 1975 nella storia O Morcego Verde su Zé Carioca n. 1217. È ispirato a Paper Bat, parodia di Batman e alter ego di Paperoga, con cui collabora in alcune storie: una gag ricorrente sul personaggio è che tutti conoscono la vera identità di Bat Carioca, sebbene José finga che non sia così. In questa veste apparve occasionalmente nelle storie del Club dei supereroi. Sono state scritte inoltre una ridotta serie di storie brasiliane che hanno come protagonista Tarzè, uno José Carioca pasticcione in perizoma, parodia del personaggio di Tarzan. Anche Tarzè è accompagnato dagli inseparabili amici Nestore (in veste di esploratore) e Pietrone (un capovillaggio autoctono).

### Paesi Bassi e Danimarca
Molte storie del personaggio sono state prodotte anche nei Paesi Bassi a partire dagli anni ottanta, sull'onda del successo riscosso dalla ristampa delle tavole domenicali del periodo 1942-1944. Nelle storie olandesi personaggi come Nestore vengono disegnati in modo diverso rispetto alle storie brasiliane per via della scelta di essere più fedeli al character design adottato nelle tavole domenicali degli anni quaranta.
Nel 2000 e nel 2005 il fumettista statunitense Don Rosa ha realizzato per la casa editrice danese Egmont due storie con protagonisti i tre caballeros: Paperino in "I tre caballeros cavalcano ancora" e I magnifici sette (meno quattro) caballeros.

## Animazione
Debutta nell'animazione nello spezzone conclusivo del mediometraggio collettivo Saludos Amigos (1942), in cui mostra a Paperino il Sud America introducendolo al samba. Saludos Amigos fu abbastanza popolare da far decidere a Walt Disney di realizzare un altro film sull'America Latina, I tre caballeros (1944): nel film è il compleanno di Paperino, il quale riceve dei regali dai suoi amici latinoamericani José e Panchito (al suo debutto), due dei tre caballeros (il terzo è lo stesso Paperino). 
Il personaggio è apparso come uno dei protagonisti della serie animata La leggenda dei Tre Caballeros (2018), assieme nuovamente con Paperino e Panchito. Compare in alcuni episodi di altre serie animate della Disney, come il reboot di DuckTales.